# Alan Kennedy
Pour les articles homonymes, voir Kennedy.
Alan Kennedy, né le 31 août 1954 à Sunderland (Angleterre), est un footballeur anglais, qui évoluait au poste d'arrière gauche à Liverpool et en équipe d'Angleterre.
Kennedy n'a marqué aucun but lors de ses deux sélections avec l'équipe d'Angleterre en 1984.

## Carrière
- 1972-1978 : Newcastle United
- 1978-1985 : Liverpool
- 1985-1987 : Sunderland
- 1987 : K Beerschot VAC
- 1987 : Hartlepool United
- 1987 : Grantham Town
- 1987-1988 : Wigan Athletic
- 1988-1990 : Colne Dynamoes
- 1990-1991 : Wrexham Association [1],[2]

## Palmarès

### En équipe nationale
- 2 sélections et 0 but avec l'équipe d'Angleterre en 1984

### Avec Newcastle United
- Finaliste de la Coupe d'Angleterre de football en 1974
- Finaliste de la Coupe de la ligue anglaise de football en 1976

### Avec Liverpool
- Vainqueur de la Ligue des champions de l'UEFA en 1981 (il marque le seul but du match en finale contre le Real Madrid) et 1984
- Vainqueur du Championnat d'Angleterre de football en 1979, 1980, 1982, 1983 et 1984
- Vainqueur de la Coupe de la ligue anglaise de football en 1981, 1982, 1983 et 1984